# Гребінцеві
Гребінцеві (Pectinidae) — родина морських двостулкових молюсків.
Морські гребінці мають широку віялоподібну черепашку, забарвлену у різні кольори. На відміну від інших морських молюсків, морські гребінці ведуть відносно активний спосіб життя. Пересуваються короткими стрибками. При цьому стулки черепашки відкриваються, а потім швидко стуляються і вода, що виштовхується з порожнини молюска сильним струменем, сприяє його пересуванню. Живиться морський гребінець так само, як і скойка, фільтруючи воду.

## Роди
Родина містить більш як 30 родів і близько 350 видів.
- Підродина Adamussiinae Habe, 1977
  - Adamussium Thiele, 1934
- Підродина Austrochlamydinae Jonkers, 2003
  - Austrochlamys Jonkers, 2003
- Підродина Camptonectinae Habe, 1977
  - Camptonectes Agassiz, 1864
  - Ciclopecten Seguenza, 1877
  - Delectopecten Stewart, 1930
  - Hyalopecten Verrill, 1897
  - Lyropecten Conrad, 1862
  - Pseudohinnites Dijkstra, 1989
  - Sinepecten Schein, 2006
- Підродина Chlamydinae Teppner, 1922
  - Azumapecten Habe, 1977
  - Chlamys Röding, 1798
  - Complicachlamys Iredale, 1939
  - Equichlamys Iredale, 1929
  - Hemipecten A. Adams & Reeve, 1849
  - Laevichlamys Waller, 1993
  - Manupecten Monterosato, 1872
  - Notochlamys Cotton, 1930
  - Pascahinnites Dijkstra & Raines, 1999
  - Scaeochlamys Iredale, 1929
  - Semipallium Jousseaume, 1928
  - Swiftopecten Hertlein, 1935
  - Talochlamys Iredale, 1929
  - Volachlamys Iredale, 1939
  - Zygochlamys Ihering, 1907
  - Caribachlamys Waller, 1993
  - Crassadoma F. R. Bernard, 1986
  - Mizuhopecten Masuda, 1963
  - Patinopecten Dall, 1898
- Підродина Palliolinae Korobkov, 1960
  - Lissochlamys Sacco, 1897
  - Mesopeplum Iredale, 1929
  - Palliolum Monterosato, 1884
  - Placopecten Verrill, 1897
  - Pseudamussium Mörch, 1853
- Підродина Pectininae Rafinesque, 1815
  - Amusium Röding, 1798
  - Anguipecten Dall, Bartsch & Rehder, 1938
  - Annachlamys Iredale, 1939
  - Antillipecten Waller, 2011
  - Bractechlamys Iredale, 1939
  - Coralichlamys Iredale, 1939
  - Decatopecten G. B. Sowerby II, 1839
  - Dentamussium Dijkstra, 1990
  - Euvola Dall, 1898
  - Excellichlamys Iredale, 1939
  - Exellichlamys
  - Flexopecten Sacco, 1897
  - Gloriapallium
  - Glorichlamys Dijkstra, 1991
  - Gloripallium Iredale, 1939
  - Haumea Dall, Bartsch & Rehder, 1938
  - Juxtamusium Iredale, 1939
  - Leopecten Masuda, 1971
  - Lissopecten Conrad, 1862
  - Minnivola Iredale, 1939
  - Mirapecten Dall, Bartsch & Rehder, 1938
  - Nodipecten Dall, 1898
  - Oppenheimopecten Teppner, 1922
  - Pecten O. F. Müller, 1776
  - Serratovola Habe, 1951
  - Veprichlamys Iredale, 1929
- Підродина Pedinae Bronn, 1862
  - Aequipecten P. Fischer, 1886
  - Argopecten Monterosato, 1889
  - Cryptopecten Dall, Bartsch & Rehder, 1938
  - Hinnites Defrance, 1821
  - Leptopecten Verrill, 1897
  - Lindapecten Petuch, 1995
  - Mimachlamys Iredale, 1929
  - Paraleptopecten Waller, 2011
  - Pedum Bruguière, 1792
  - Spathochlamys Waller, 1993
- insertae sedis
  - Lamellipecten Dijkstra & Maestrati, 2010
  - †Patriciapecten Sturm, 2011